# Таварес, Фернанда
Фернанда Таварес (порт. Fernanda Tavares; род. 22 сентября 1980, Натал, Бразилия) — бразильская супермодель.

## Биография
Родившаяся в Натале, штат Риу-Гранди-ду-Норти, Бразилия, Таварес начала появляться на местных шоу в возрасте 9 лет, уже в 13 она выиграла конкурс «Элитный образ года». Год спустя получила приглашение от модельного агентства переехать в Сан-Паулу, чтобы продолжить карьеру модели. В 1998 году, в возрасте 17 лет она стала появляться на обложках модных журналов, таких как: L’Officiel Paris, Deutsch, Marie Claire и Vogue Paris — после того, как подписала контракт с модельным агентством Marilyn (как в Нью-Йорке, так и в Париже). Позже она стала появляться во многих других популярных журналах.

## Карьера
Фернанда Таварес работала с такими авторитетными изданиями как Vogue, ELLE, Marie Claire, Cosmopolitan, Allure, Sports Illustrated Swimsuit Issue и других. Принимала участие в показах для Victoria's Secret, Chanel, Emanuel Ungaro, Versace, Blumarine, Chloé, Christian Lacroix, Prada, Salvatore Ferragamo, Valentino, John Galliano, Sonia Rykiel, Yohji Yamamoto, Hervé Léger, Ralph Lauren Missoni и Gap.
В 2001 году подписала контракт на 1,3 миллиона долларов с парфюмерной компанией Guerlain и появлялась в каталогах Victoria’s Secret и на их показе мод 2000 года в Каннах, а также на их показах 2001, 2002, 2003 и 2005 годов.
Она также появлялась в рекламе, направленной против меха, для группы по защите прав животных PETA.
В 2001 году принимала участие в съёмках для календаря Пирелли.
Выступала в роли виджея (VJ) на бразильском MTV.

## Фильмография
В 2007 году Фернанда Таварес снялась в фильме режиссеров Жиля Паке-Бреннера и Сириля Себа — «Расплата-2» (Gomez vs. Tavarès) — комедийном боевике французско-бельгийского производства.

## Контракты
Сотрудничает с модельными агентствами:
- Women Management[англ.] — Париж, Франция;
- d’management group — Милан, Италия;
- Next London[англ.] — Лондон, Великобритания;
- Francina Models[англ.] — Барселона, Испания;
- Mega Model Agency — Гамбург, Германия;
- PARS Management — Мюнхен, Германия;
- IMG Models — Нью-Йорк, США;
- Stockholmsgruppen — Стокгольм, Швеция.

## Семья
Замужем за бразильским модельером Мурило Роза, мать двоих сыновей: Артура и Лукаса.